# John Fekner
John Fekner (Nova Iorque, 1950), é um artista de multimídia inovador que criou centenas de trabalhos de arte ambientais e conceituais consistidos de símbolos pintados em extêncil  nas ruas de NY, Suécia e Alemanha nos anos 70 e 80. Uma figura pioneira  no movimento de Arte urbana, Fekner  pintou as palavras  no Itchycoo Park  em 1968 em letras grandes e brancas em um edifício vazio em NY.

## Bibliografía
- Lemoine, Stéphanie,  "L'art urbain", Publisher: Gallimard, Paris, France 2012 ISBN 2070445828 EAN 978-2070445820
- Ault, Julie, Alternative Art, New York, 1965–1985. University of Minnesota Press, 2002 ISBN 0-8166-3794-6
- Edlin, Jay, Witten Andrew, "Graffiti 365" Publisher: Abrams Books, NY 2011 ISBN 0-8109-9744-4 ISBN 978-0810997448
- Deitch, Jeffrey, Gastman, Roger, Rose, Aaron, "Art in the Streets",  Skira Rizzoli, 2011 ISBN 0-8478-3648-7
- Fekner, John (1979). Stencil Projects 1978–1979, Lund & New York. Lund, Sweden, Edition Sellem, 1979 ISBN 91-85260-14-2: [s.n.]
- Kahane, Lisa, Do Not Give Way to Evil, Photographs of the South Bronx, 1979–1987, powerHouse books, a Miss Rosen edition, Brooklyn, NY 2008 ISBN 978-1-57687-432-5
- Lacy, Suzanne, Mapping The Terrain, New Genre Public Art, Bay Press, Seattle, WA 1995 ISBN 0-941920-30-5
- Lewisohn Cedar, Street Art: The Graffiti Revolution, Tate Museum, London, England 2008 ISBN 978-1-85437-767-8
- Lippard, Lucy, The Lure of the Local: Sense of Place in a Multicentered Society,  The New Press, NY 1997, ISBN 1-56584-247-2
- Lippard, Lucy, Get The Message-A Decade Of Social Change, Penguin Group (USA) Incorporated, 1985 ISBN 0525242562
- Taylor, Marvin J., Gumpert, Lynn, The Downtown Book: The New York Art Scene 1974–1984, Publisher: Princeton University Press, 2005, ISBN 0-691-12286-5

## Galeria

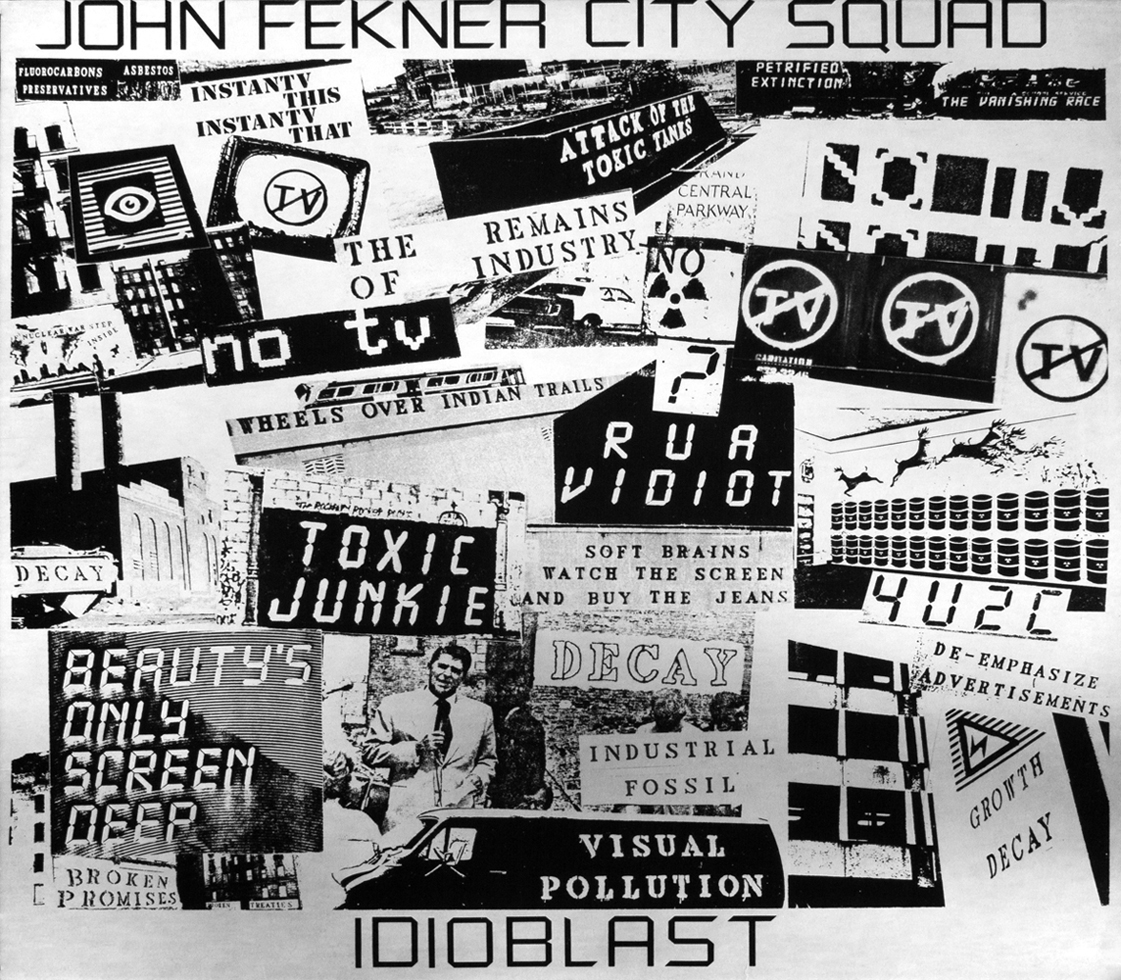
John Fekner City Squad - Idioblast 1984, LP